# Timbal (utensilio)

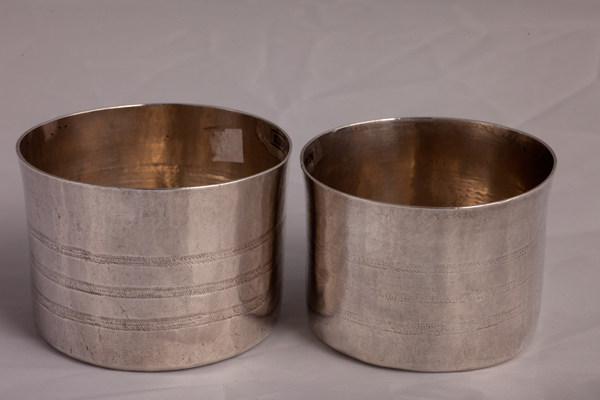
Timbal del siglo

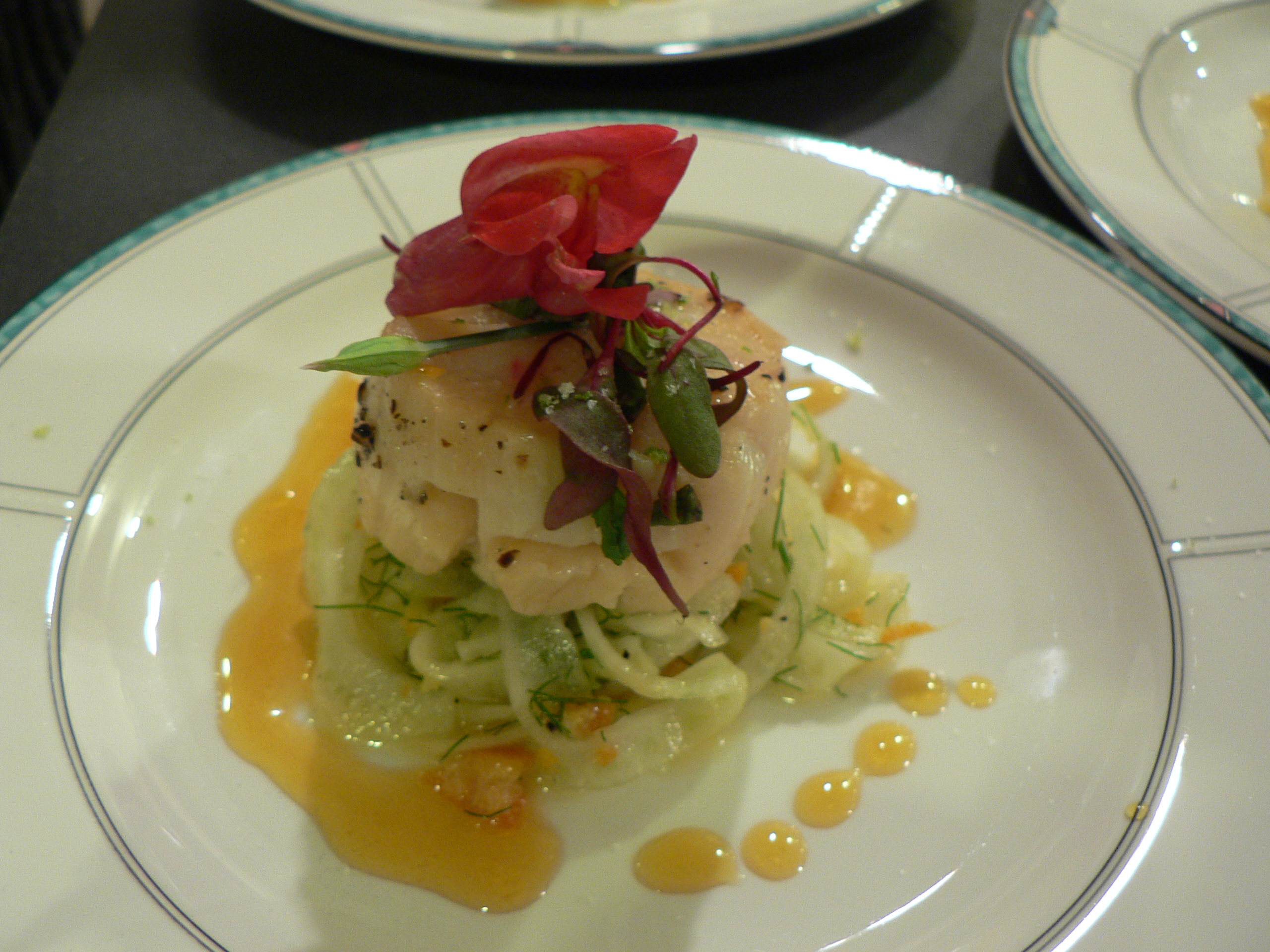
Plato que muestra el resultado de un timbal.

Un timbal es un molde en forma de cono o cilindro corto usado para varios tipos de preparación. Un uso habitual es el de acomodar arroz cocido en el timbal y girar éste en el plato de la comida, para después retirar el timbal y que quede la pila de arroz con la forma (esta es práctica habitual al servir el arroz a la cubana). A veces se suele emplear como timbal (molde) un folio de papel o cartón. La palabra timbal significa copa o vaso, indicando la forma en la que se presenta, se cocina o la que se moldea ante el consumidor final el plato. En algunas ocasiones, es habitual, en la cocina casera que se emplee como propio timbal una taza. 

## Usos
Son conocidos los timbales de pollo, en algunos casos de macarrones ('Timbale alla Napolitana'), aunque en la cocina moderna son muy conocidos los timbales de verduras. En algunas ocasiones suele emplearse como una forma decorativa de presentar un plato, alternando en el molde diversos alimentos, un ejemplo puede ser: arroz y berenjenas. Alimentos de composición pastosa como pueden ser patés, o salsas muy cuajadas. En otras es una forma original de presentar postres de frutas. 